# Ian Smith (rugby à XV, 1965)
Pour les articles homonymes, voir Ian Smith (homonymie) et Smith.
Pas d'image ? Cliquez ici

a Compétitions nationales et continentales officielles uniquement.

b Matchs officiels uniquement.
Ian Richard Smith, né le 16 mars 1965 à Gloucester, est un joueur de rugby à XV qui a joué avec l'équipe d'Écosse de 1992 à 1997, évoluant au poste de troisième ligne aile. 

## Biographie
Ian Smith obtient sa première cape internationale le 18 janvier 1992 à l’occasion d’un match contre l'équipe d'Angleterre. Il participe au Tournoi des Cinq Nations entre 1992 et 1997. Smith participé à la Coupe du monde 1995 (1 match joué, équipe d'Écosse battue en quarts de finale).

## Statistiques en équipe nationale
- 25 sélections
- Sélections par années : 5 en 1992, 5 en 1994, 2 en 1995, 8 en 1996 et 5 en 1997
- Tournois des Cinq Nations disputés : 1992, 1994, 1995, 1996 et 1997.